# Biopsja przezskórna płuca
Biopsja przezskórna płuca (ang. transthoratic lung biopsy) – rodzaj biopsji umożliwiającej pobranie komórek do badania cytologicznego lub wycinka do badania histopatologicznego, która polega na wprowadzeniu igły przez klatkę piersiową do płuc pacjenta przy zastosowaniu znieczulenia miejscowego.
W pierwszym przypadku do wykonania biopsji używa się cienkiej igły biopsyjnej umożliwiającej zassanie komórek, a cała procedura zwana jest TPNA (thoracic percutaneous needle aspiration), w przypadku drugim stosowana jest gruba igła tnąca, zaś procedura jest określana jako CNB (core needle biopsy).

## Przebieg badania
Biopsje wykonuje się pod kontrolą tomografii komputerowej. Jedynie w przypadku, gdy zmiana poddawana biopsji znajduje się w bliskości ściany klatki piersiowej możliwe jest jej wykonanie pod kontrolą USG.
Igłę biopsyjną najczęściej wkłuwa się w specjalnej osłonce umożliwiającej wielokrotne wprowadzenie igły w celu pobrania materiału do badań. Po zakończeniu biopsji oraz 24 godziny po badaniu należy wykonać zdjęcia RTG klatki piersiowej celem wykluczenia powikłań.

## Wskazania
- guz płuca, którego nie można zdiagnozować metodą bronchoskopii
- guz śródpiersia
- zmiany opłucnej lub ściany klatki piersiowej
- ocena zaawansowania raka płuc
- diagnostyka niejasnych guzków lub nacieków w tkance płucnej
- diagnostyka sarkoidozy[2]

## Przeciwwskazania
- nie ma przeciwwskazań bezwzględnych do wykonania badania
- przeciwwskazania względne
  - brak współpracy ze strony badanego
  - ryzyko powikłań krwotocznych (płytki krwi poniżej 50 000, INR powyżej 1,5)
  - ciężka postać POChP
  - odma opłucnowa

## Powikłania
- odma opłucnowa w 30% zabiegów
- zator powietrzny płuca
- krwawienie do jamy opłucnej
- krwioplucie
- rozsiew nowotworowy w kanale wkłucia
- zgon w 0,15% przypadków[3]